# Lista siturilor arheologice din județul Teleorman - P
Lista siturilor arheologice din județul Teleorman - P conține toate siturile arheologice din județul Teleorman înscrise în Repertoriul Arheologic Național (RAN) și aflate în localități al căror nume începe cu litera P. RAN este administrat de Ministerul Culturii și Patrimoniului Național și cuprinde date științifice, cartografice, topografice, imagini și planuri, precum și orice alte informații privitoare la zonele cu potențial arheologic, studiate sau nu, încă existente sau dispărute.
Puteți căuta un sit din localitățile care încep cu litera P folosind formularul de mai jos sau puteți naviga prin toate siturile din județ la Lista siturilor arheologice din județul Teleorman.
| Cod RAN                                   | Denumire | Localitate                        | Adresă             | Datare                          | Descoperit | Coordonate                                    | Imagine           | Erori            |
| ----------------------------------------- | --- | --------------------------------- | ------------------ | ------------------------------- | ---------- | --------------------------------------------- | ----------------- | ---------------- |
| 151727.01.01 (Cod LMI: TR-I-m-B-14218.02) | Situl arheologic de la Poiana - "La Culă" / ansamblu Castrul roman (Categorie: locuire civilă) (Tip: Castru)                              | sat Poiana, comuna Ciuperceni     | La Culă            | sec. II - III                   |            | 43°44′11″N 24°59′09″E / 43.73639°N 24.98583°E | Încărcați imagine | Raportați eroare |
| 151727.01.02 (Cod LMI: TR-I-m-B-14218.01) | Situl arheologic de la Poiana - "La Culă" / ansamblu anonim (Categorie: locuire civilă) (Tip: Așezare)                                    | sat Poiana, comuna Ciuperceni     | La Culă            | sec. XIV                        |            | 43°44′11″N 24°59′09″E / 43.73639°N 24.98583°E | Încărcați imagine | Raportați eroare |
| 153614.01.01 (Cod LMI: TR-I-s-B-14217)    | Tell-ul eneolitic de la Plosca - "La Moară" / ansamblu anonim (Categorie: locuire civilă) (Tip: Tell)                                     | sat Plosca, comuna Plosca         | La Moară           | Gumelnița                       |            | 44°01′39″N 25°09′28″E / 44.0275°N 25.15778°E  | Încărcați imagine | Raportați eroare |
| 153838.01.01 (Cod LMI: TR-I-s-A-14219)    | Castrul de la Putineiu - "La Cetate" / ansamblu Castrul roman (Categorie: locuire militară) (Tip: Castru)                                 | sat Putineiu, comuna Putineiu     | La cetate          | sec. II-III                     |            | 43°53′17″N 24°58′31″E / 43.88805°N 24.97528°E | Încărcați imagine | Raportați eroare |
| 154264.01.01 (Cod LMI: TR-II-m-A-14399)   | Biserica de lemn "Sf. Împărați" / ansamblu anonim (Categorie: structură de cult/religioasă) (Tip: biserică)                               | sat Puranii de Sus, comuna Purani |                    | sec. XIX                        |            |                                               | Încărcați imagine | Raportați eroare |
| 152840.01.01                              | Așezarea tell de la Plopi - "Movila lui Carvaci" / ansamblu anonim (Categorie: așezare) (Tip: Tell)                                       | sat Plopi, comuna Beuca           | Movila lui Carvaci | Gumelnița                       |            | 44°15′33″N 24°58′51″E / 44.25917°N 24.98083°E | Încărcați imagine | Raportați eroare |
| 152840.02.01                              | Tell-ul de la Plopi - Tell 2 / ansamblu anonim (Categorie: așezare) (Tip: Așezare)                                                        | sat Plopi, comuna Beuca           | Tell 2             | Gumelnița                       |            | 44°16′21″N 24°59′06″E / 44.2725°N 24.985°E    | Încărcați imagine | Raportați eroare |
| 152840.02.02                              | Tell-ul de la Plopi - Tell 2 / ansamblu anonim (Categorie: așezare) (Tip: Așezare)                                                        | sat Plopi, comuna Beuca           | Tell 2             |                                 |            | 44°16′21″N 24°59′06″E / 44.2725°N 24.985°E    | Încărcați imagine | Raportați eroare |
| 152840.03.01                              | Așezarea preistorică de la Plopi / ansamblu anonim (Categorie: așezare) (Tip: Așezare)                                                    | sat Plopi, comuna Beuca           | Plopi 003          |                                 |            | 44°15′16″N 24°59′24″E / 44.25444°N 24.99°E    | Încărcați imagine | Raportați eroare |
| 152840.03.02                              | Așezarea preistorică de la Plopi / ansamblu anonim (Categorie: așezare) (Tip: Așezare)                                                    | sat Plopi, comuna Beuca           | Plopi 003          |                                 |            | 44°15′16″N 24°59′24″E / 44.25444°N 24.99°E    | Încărcați imagine | Raportați eroare |
| 152840.04.01                              | Așezarea de epoca bronzului de la Plopi / ansamblu anonim (Categorie: așezare) (Tip: Așezare)                                             | sat Plopi, comuna Beuca           | Plopi 004          |                                 |            | 44°15′24″N 24°59′18″E / 44.25667°N 24.98833°E | Încărcați imagine | Raportați eroare |
| 152840.05                                 | Așezarea preistorică de la Plopi (Categorie: așezare) (Tip: așezare plană)                                                                | sat Plopi, comuna Beuca           | Plopi 005          |                                 |            | 44°15′31″N 24°59′01″E / 44.25861°N 24.98361°E | Încărcați imagine | Raportați eroare |
| 152840.06.01                              | Situl arheologic de la Plopi / ansamblu anonim (Categorie: așezare) (Tip: Așezare)                                                        | sat Plopi, comuna Beuca           | Plopi 006          | Boian                           |            | 44°15′33″N 24°58′55″E / 44.25917°N 24.98195°E | Încărcați imagine | Raportați eroare |
| 152840.06.02                              | Situl arheologic de la Plopi / ansamblu anonim (Categorie: așezare) (Tip: așezare)                                                        | sat Plopi, comuna Beuca           | Plopi 006          |                                 |            | 44°15′33″N 24°58′55″E / 44.25917°N 24.98195°E | Încărcați imagine | Raportați eroare |
| 152840.07.01                              | Așezarea Latène de la Plopi / ansamblu anonim (Categorie: așezare) (Tip: Așezare)                                                         | sat Plopi, comuna Beuca           | Plopi 007          |                                 |            | 44°15′36″N 24°58′49″E / 44.26°N 24.98028°E    | Încărcați imagine | Raportați eroare |
| 152840.08.01                              | Așezarea preistorică de la Plopi - Plopi 008 / ansamblu anonim (Categorie: așezare) (Tip: Așezare)                                        | sat Plopi, comuna Beuca           | Plopi 008          |                                 |            | 44°15′41″N 24°58′41″E / 44.26139°N 24.97806°E | Încărcați imagine | Raportați eroare |
| 152840.08.02                              | Așezarea preistorică de la Plopi - Plopi 008 / ansamblu anonim (Categorie: așezare) (Tip: Așezare)                                        | sat Plopi, comuna Beuca           | Plopi 008          |                                 |            | 44°15′41″N 24°58′41″E / 44.26139°N 24.97806°E | Încărcați imagine | Raportați eroare |
| 152840.08.03                              | Așezarea preistorică de la Plopi - Plopi 008 / ansamblu anonim (Categorie: așezare) (Tip: Așezare)                                        | sat Plopi, comuna Beuca           | Plopi 008          |                                 |            | 44°15′41″N 24°58′41″E / 44.26139°N 24.97806°E | Încărcați imagine | Raportați eroare |
| 152840.09.01                              | Așezarea de epoca bronzului de la Plopi / ansamblu anonim (Categorie: așezare) (Tip: Așezare)                                             | sat Plopi, comuna Beuca           | Plopi 009          |                                 |            | 44°15′45″N 24°58′39″E / 44.2625°N 24.9775°E   | Încărcați imagine | Raportați eroare |
| 152840.10.01                              | Așezarea de epoca bronzului d ela Plopi - Plopi 010 / ansamblu anonim (Categorie: așezare) (Tip: Așezare)                                 | sat Plopi, comuna Beuca           | Plopi 010          |                                 |            | 44°16′02″N 24°58′40″E / 44.26722°N 24.97778°E | Încărcați imagine | Raportați eroare |
| 152840.11.01                              | Așezarea Latène de la Plopi - Plopi 011 / ansamblu anonim (Categorie: așezare) (Tip: Așezare)                                             | sat Plopi, comuna Beuca           | Plopi 011          |                                 |            | 44°16′16″N 24°59′08″E / 44.27111°N 24.98556°E | Încărcați imagine | Raportați eroare |
| 152840.12.01                              | Așezarea preistorică de la Plopi - Plopi 012 / ansamblu anonim (Categorie: așezare) (Tip: Așezare)                                        | sat Plopi, comuna Beuca           | Plopi 012          |                                 |            | 44°16′20″N 24°59′12″E / 44.27222°N 24.98667°E | Încărcați imagine | Raportați eroare |
| 152840.12.02                              | Așezarea preistorică de la Plopi - Plopi 012 / ansamblu anonim (Categorie: așezare) (Tip: Așezare)                                        | sat Plopi, comuna Beuca           | Plopi 012          |                                 |            | 44°16′20″N 24°59′12″E / 44.27222°N 24.98667°E | Încărcați imagine | Raportați eroare |
| 152840.12.03                              | Așezarea preistorică de la Plopi - Plopi 012 / ansamblu anonim (Categorie: așezare) (Tip: Așezare)                                        | sat Plopi, comuna Beuca           | Plopi 012          |                                 |            | 44°16′20″N 24°59′12″E / 44.27222°N 24.98667°E | Încărcați imagine | Raportați eroare |
| 152840.13.01                              | Așezarea de epoca bronzului de la Plopi - Plopi 013 / ansamblu anonim (Categorie: așezare) (Tip: Așezare)                                 | sat Plopi, comuna Beuca           | Plopi 013          |                                 |            | 44°17′03″N 24°59′06″E / 44.28417°N 24.985°E   | Încărcați imagine | Raportați eroare |
| 152840.14.01                              | Așezarea pluristratificată de la Plopi - Plopi 014 / ansamblu anonim (Categorie: așezare) (Tip: Așezare)                                  | sat Plopi, comuna Beuca           | Plopi 014          |                                 |            | 44°17′14″N 24°59′26″E / 44.28722°N 24.99055°E | Încărcați imagine | Raportați eroare |
| 152840.14.02                              | Așezarea pluristratificată de la Plopi - Plopi 014 / ansamblu anonim (Categorie: așezare) (Tip: așezare)                                  | sat Plopi, comuna Beuca           | Plopi 014          |                                 |            | 44°17′14″N 24°59′26″E / 44.28722°N 24.99055°E | Încărcați imagine | Raportați eroare |
| 152840.14.03                              | Așezarea pluristratificată de la Plopi - Plopi 014 / ansamblu anonim (Categorie: așezare)                                                 | sat Plopi, comuna Beuca           | Plopi 014          | Dridu sec. IX-XI                |            | 44°17′14″N 24°59′26″E / 44.28722°N 24.99055°E | Încărcați imagine | Raportați eroare |
| 152840.15.01                              | Așezare aparținând epocii fierului și evului mediu timpuriu de la Plopi - Plopi 015 / ansamblu anonim (Categorie: așezare) (Tip: Așezare) | sat Plopi, comuna Beuca           | Plopi 015          |                                 |            | 44°17′08″N 24°59′24″E / 44.28556°N 24.99°E    | Încărcați imagine | Raportați eroare |
| 152840.15.02                              | Așezare aparținând epocii fierului și evului mediu timpuriu de la Plopi - Plopi 015 / ansamblu anonim (Categorie: așezare) (Tip: așezare) | sat Plopi, comuna Beuca           | Plopi 015          | Dridu sec. IX-XI                |            | 44°17′08″N 24°59′24″E / 44.28556°N 24.99°E    | Încărcați imagine | Raportați eroare |
| 152840.16.01                              | Așezarea preistorică de la Plopi - Plopi 016 / ansamblu anonim (Categorie: așezare) (Tip: Așezare)                                        | sat Plopi, comuna Beuca           | Plopi 016          |                                 |            | 44°15′08″N 24°59′06″E / 44.25222°N 24.985°E   | Încărcați imagine | Raportați eroare |
| 152840.16.02                              | Așezarea preistorică de la Plopi - Plopi 016 / ansamblu anonim (Categorie: așezare) (Tip: Așezare)                                        | sat Plopi, comuna Beuca           | Plopi 016          |                                 |            | 44°15′08″N 24°59′06″E / 44.25222°N 24.985°E   | Încărcați imagine | Raportați eroare |
| 152840.17.01                              | Așezarea preistorică de la Plopi - Plopi 017 / ansamblu anonim (Categorie: așezare) (Tip: așezare)                                        | sat Plopi, comuna Beuca           | Plopi 017          |                                 |            | 44°15′13″N 24°59′11″E / 44.25361°N 24.98639°E | Încărcați imagine | Raportați eroare |
| 152840.18.01                              | Așezarae preistorică de la Plopi - Plopi 018 / ansamblu anonim (Categorie: locuire) (Tip: Așezare)                                        | sat Plopi, comuna Beuca           | Plopi 018          |                                 |            | 44°15′19″N 24°59′06″E / 44.25528°N 24.985°E   | Încărcați imagine | Raportați eroare |
| 152840.19.01                              | Așezarea de epoca bronzului de la Plopi - Plopi 019 / ansamblu anonim (Categorie: așezare) (Tip: Așezare)                                 | sat Plopi, comuna Beuca           | Plopi 019          |                                 |            | 44°15′30″N 24°58′41″E / 44.25834°N 24.97806°E | Încărcați imagine | Raportați eroare |
| 152840.20.01                              | Așezarea de epoca bronzului de la Plopi - Plopi 020 / ansamblu anonim (Categorie: așezare) (Tip: Așezare)                                 | sat Plopi, comuna Beuca           | Plopi 020          |                                 |            | 44°15′35″N 24°58′29″E / 44.25972°N 24.97472°E | Încărcați imagine | Raportați eroare |
| 152840.21.01                              | Așezarea de epoca bronzului de la Plopi - Plopi 021 / ansamblu anonim (Categorie: așezare) (Tip: Așezare)                                 | sat Plopi, comuna Beuca           | Plopi 021          |                                 |            | 44°15′54″N 24°58′20″E / 44.265°N 24.97222°E   | Încărcați imagine | Raportați eroare |
| 152840.22.01                              | Așezarea de epoca bronzului de la Plopi - Plopi 22 / ansamblu anonim (Categorie: așezare) (Tip: Așezare)                                  | sat Plopi, comuna Beuca           | Plopi 22           |                                 |            | 44°16′18″N 24°58′40″E / 44.27167°N 24.97778°E | Încărcați imagine | Raportați eroare |
| 152840.23.01                              | Așezarea pluristratificată de la Plopi - Plopi 023 / ansamblu anonim (Categorie: așezare) (Tip: Așezare)                                  | sat Plopi, comuna Beuca           | Plopi 023          | Boian                           |            | 44°16′32″N 24°59′00″E / 44.27555°N 24.98333°E | Încărcați imagine | Raportați eroare |
| 152840.23.02                              | Așezarea pluristratificată de la Plopi - Plopi 023 / ansamblu anonim (Categorie: așezare) (Tip: Așezare)                                  | sat Plopi, comuna Beuca           | Plopi 023          | Gumelnița                       |            | 44°16′32″N 24°59′00″E / 44.27555°N 24.98333°E | Încărcați imagine | Raportați eroare |
| 152840.23.03                              | Așezarea pluristratificată de la Plopi - Plopi 023 / ansamblu anonim (Categorie: așezare) (Tip: Așezare)                                  | sat Plopi, comuna Beuca           | Plopi 023          | Glina                           |            | 44°16′32″N 24°59′00″E / 44.27555°N 24.98333°E | Încărcați imagine | Raportați eroare |
| 152840.23.04                              | Așezarea pluristratificată de la Plopi - Plopi 023 / ansamblu anonim (Categorie: așezare) (Tip: Așezare)                                  | sat Plopi, comuna Beuca           | Plopi 023          |                                 |            | 44°16′32″N 24°59′00″E / 44.27555°N 24.98333°E | Încărcați imagine | Raportați eroare |
| 152840.23.05                              | Așezarea pluristratificată de la Plopi - Plopi 023 / ansamblu anonim (Categorie: așezare) (Tip: Așezare)                                  | sat Plopi, comuna Beuca           | Plopi 023          | Sântana de Mureș - Cerneahov    |            | 44°16′32″N 24°59′00″E / 44.27555°N 24.98333°E | Încărcați imagine | Raportați eroare |
| 152840.23.06                              | Așezarea pluristratificată de la Plopi - Plopi 023 / ansamblu anonim (Categorie: așezare) (Tip: Așezare)                                  | sat Plopi, comuna Beuca           | Plopi 023          |                                 |            | 44°16′32″N 24°59′00″E / 44.27555°N 24.98333°E | Încărcați imagine | Raportați eroare |
| 152840.24.01                              | Așezarea preistorică de la Plopi - Plopi 024 / ansamblu anonim (Categorie: așezare) (Tip: așezare)                                        | sat Plopi, comuna Beuca           | Plopi 024          |                                 |            | 44°16′34″N 24°59′16″E / 44.27611°N 24.98778°E | Încărcați imagine | Raportați eroare |
| 152840.25.01                              | Așezarea de epoca bronzului de la Plopi - Plopi 025 / ansamblu anonim (Categorie: așezare) (Tip: Așezare)                                 | sat Plopi, comuna Beuca           | Plopi 025          | Tei                             |            | 44°17′18″N 24°59′20″E / 44.28833°N 24.98889°E | Încărcați imagine | Raportați eroare |
| 153598.01.01 (Cod LMI: TR-I-s-B-14214)    | Așezarea Latene de la Pietroșani - "Reca Mare" / ansamblu anonim (Categorie: locuire civilă) (Tip: Așezare)                               | sat Pietroșani, comuna Pietroșani | Reca Mare          | geto-dacică                     |            | 43°43′18″N 25°37′05″E / 43.72167°N 25.61806°E | Încărcați imagine | Raportați eroare |
| 153598.02.01 (Cod LMI: TR-I-m-B-14215.02) | Situl arheologic de la Pietroșani - "Locul popilor" / ansamblu anonim (Categorie: locuire civilă) (Tip: Așezare)                          | sat Pietroșani, comuna Pietroșani | Locul popilor      |                                 |            | 43°42′00″N 25°36′48″E / 43.7°N 25.61333°E     | Încărcați imagine | Raportați eroare |
| 153598.02.02 (Cod LMI: TR-I-m-B-14215.01) | Situl arheologic de la Pietroșani - "Locul popilor" / ansamblu anonim (Categorie: locuire civilă) (Tip: Așezare)                          | sat Pietroșani, comuna Pietroșani | Locul popilor      | sec. II - III                   |            | 43°42′00″N 25°36′48″E / 43.7°N 25.61333°E     | Încărcați imagine | Raportați eroare |
| 153179.01.01 (Cod LMI: TR-I-s-B-14216)    | Cetatea de pământ de la Pleașov / ansamblu anonim (Categorie: locuire) (Tip: Cetate de pământ)                                            | sat Pleașov, comuna Saelele       |                    | geto-dacică sec. II - I a. Chr. |            | 43°51′13″N 24°45′11″E / 43.85361°N 24.75306°E | Încărcați imagine | Raportați eroare |